# Jon Ewo
Jon Ewo (* 29. Juni 1957 in Oslo) ist ein norwegischer Schriftsteller.

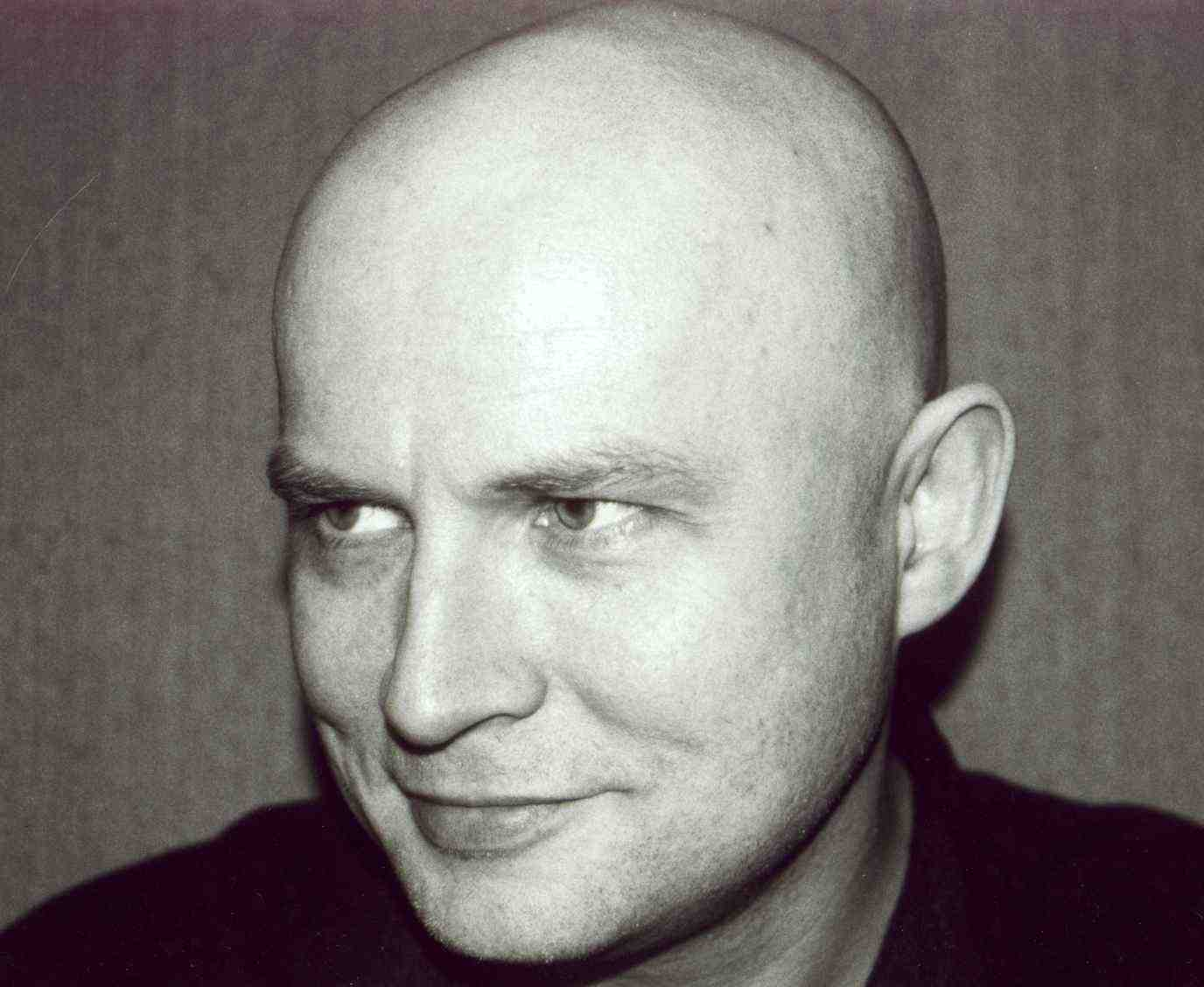
Jon Ewo, vor 2006

## Leben
Jon Ewo wurde 1957 in Oslo als Jon Tore Halvorsen geboren. Den Namen Jon Ewo nahm er 2003 an. Er absolvierte eine Ausbildung als Bibliothekar und leitete ab 1981 die Bibliothek in Vestby. Danach arbeitete er als Redakteur und Herausgeber.
1986 erschien sein erster Band mit Erzählungen Det sies at oktober er en fin måned. Seit 1987 arbeitet er als freiberuflicher Schriftsteller. Sein erster Roman Langsomt nå, for Matteus' skyld erschien 1991 und wurde später verfilmt. Seit 1993 schreibt Ewo vor allem Kinder- und Jugendbücher, die ihn auch international bekannt machten und mit mehreren Preisen für Kinder- und Jugendliteratur ausgezeichnet wurden. 
Er verfasste auch diverse Sachbücher, z. B. Norwegische Geschichte für Kinder und Internetratgeber. 
1996 erschien mit Torpedo der erste Band der gleichnamigen Krimitrilogie um den Osloer Geldeintreiber Alex Hoel. In den Romanen ist nicht ein Detektiv die Hauptperson, sondern die Handlung wird aus der Perspektive der Kriminellen geschildert – Ewo nennt sie kriminelle Romane. 

## Werke
- Det sies at oktober er en fin måned. Erzählungen (1986)
- Ingen snakker om Marcel. Erzählungen (1987)
- Langsomt nå, for Matteus' skyld. Roman (1991)
- Dit gatene går når det blir natt. Roman (1992)
- Vi tar ham! Jugendbuch (1993) (als Holger Selmas)
- I Satans tid. Jugendbuch (1994) (als Holger Selmas)
- Min første modembok. Sachbuch (1994)
- Ressurser på Internett. World Wide Web. Sachbuch (1995)
- Jeg var 16 da jeg forstod hva en mann må gjøre. Jugendbuch (1995)
- Kriss Kross. Jugendbuch (1995)
- dt. Sommerschatten. Arena, Würzburg 1998, ISBN 3-401-02584-8.
- Etterpå er du en helt annen mann. Jugendbuch (1996)
- Ingen er redd for Otto Monster. Kinderbuch (1996)
- Effektiv søking på World Wide Web. Sachbuch (1996)
- Torpedo Kriminalroman (1996)
- dt. Torpedo. Union, Zürich 2000, ISBN 3-293-20171-7.
- Hevn. Torpedo II. Kriminalroman (1997)
- dt. Rache. Union, Zürich 2002, ISBN 3-293-20233-0.
- Når en mann parkerer hjertet sitt og griner. Jugendbuch (1997)
- Du store gauda! Kinderbuch (1997)
- Gissel. (Torpedo III) Kriminalroman (1998)
- Otto Monster i familietrøbbel. Kinderbuch (1998)
- Otto Monster vil også bli syk. Kinderbuch (1999)
- Forelska på nettet? Sachbuch/Jugendbuch (1999)
- Mysteriet med osteklokken fra Malta. Kinderbuch (1999)
- Sola er en feit gud. Jugendbuch (1999)
- dt. Die Sonne ist eine geniale Göttin. Bertelsmann, München 2003, ISBN 3-570-30235-0.
- Trash Bazookaza: En helt blir til. Kinderbuch (2000)
- Otto Monster vil ha søt hevn. Kinderbuch (2000)
- Månen er en diger pudding. Jugendbuch (2000)
- dt. Der Mond ist ein blöder Pudding. Bertelsmann, München 2003, ISBN 3-570-30256-3.
- Jorda er tøff og naken. Jugendbuch (2001)
- dt. Der [Die] Erde ist nackt und hart. Bertelsmann, München 2004, ISBN 3-570-30256-3.
- Brødrene Shakespeare. Roman (2001)
- Trash Bazooka: Den dødelige armada. Kinderbuch (2001)
- Otto Monster i mageknipe. Kinderbuch (2001)
- Otto Monster vil ha alt for seg selv. Kinderbuch (2001)
- Mysteriet med bukken fra Baskerville. Kinderbuch (2001)
- En stor, farlig hund og to oppfinnere. Kinderbuch (2002)
- En og en sammen. Bilderbuch (2002)
- Jobben min er å tette hullene i tilværelsen. Jugendbuch (2002)
- Trash Bazooka: Med jorda som innsats. Kinderbuch (2002)
- dt. Trash Bazooka: Ein Held wird geboren. Bertelsmann, München 2003, ISBN 3-570-21174-6.
- Mysteriet med teatervampyren. Kinderbuch (2002)
- Trash Bazooka: I aller siste sekund. Kinderbuch (2003)
- dt. Trash Bazooka: Die Rückkehr des Grobian Worm. Bertelsmann, München 2003, ISBN 3-570-21175-4.
- Kometer eller skjærlighet. Jugendbuch (2003)
- Livet er fullt av overraskelser. Kinderbuch (2003)
- Vil den virkelige William være så snill å reise seg. Sachbuch/Jugendbuch über William Shakespeare (2003)
- Damms Norgeshistorie. 1. Det navnløse landet i nord. Sachbuch/Kinderbuch (2004)
- Damms Norgeshistorie. 2. Jakten på vikingene. Sachbuch/Kinderbuch (2004)
- Otto Monsters grusomme natt. Kinderbuch (2004)
- Svart, og cirka hvitt. Jugendbuch (2004)
- Prisen å betale. Jugendbuch (2005) (Neuausgabe von Vi tar ham, 1993)
- Damms Norgeshistorie. 3. Krigerske konger og farlige fiender. Middelalderen i Norge år 1066 til 1380. Sachbuch/Kinderbuch (2005)
- Damms Norgeshistorie. 4. 434 år og et mirakel. Union med Danmark år 1380 til 1814. Sachbuch/Kinderbuch (2005)
- Om det bare ville snø i helvete. Jugendbuch (2005)
- Trash Bazooka: Operasjon sluttspill. Kinderbuch (2005)
- Otto Monster blir superslem. Kinderbuch (2006)
- Historien som ikke ville slutte. Bilderbuch (2006)
- Otto slipper alt løs! Kinderbuch (2006)
- Drageblod og blå safir. Kinderbuch (2006)
- Dødens glassøye. Kinderbuch (2007)
- Otto Monster og drittungen. (2007)
- Fortellingen om et mulig drap. Jugendbuch (2007)
- XXL. Jugendbuch (2007)
- dt. Am Haken. dtv, München 2010, ISBN 978-3-423-24804-4.
- Mannen fra graven. Kinderbuch (2007)
- Den store røde knappen (2008)
- Mikromini: en minimalistisk greie om alle de fine (2008)
- Vokteren (2009)
- Ormeheia (2009)
- Am Haken (2010)
- Guggen og mysteriet med ulkkesravnen
- Hurra for Norge! (2010)
- Demonene (2011)
- Guggen og mysteriet med den avskyelige varuglen (2011)
- Totales Wipeout i atlant: av engle krøniker
- Monster! (2012)
- Norske Konger og Dronninger (2012)
- Noia (2013)
- Historien om Leonardo da Vinci (2017)
- 50 hendelser som formet Norge (2018)
- 8. Mai 1945 (2020)
- Hjertet har flere enn fire kamre (2023)
- Det står skrevet i tre steiner (2024)

## Hörspiele
- "Rache" (WDR 2003, Regie: Leonhard Koppelmann)